# Landrethun-le-Nord
Landrethun-le-Nord (Nederlands: Landerten) is een gemeente in het Franse departement Pas-de-Calais (regio Hauts-de-France). De plaats maakt deel uit van het arrondissement Boulogne-sur-Mer. Landrethun-le-Nord telde op 1 januari 2022 1.242 inwoners.
Ten westen van de plaats ligt de V3-bunker Mimoyecques.

## Geografie
De oppervlakte van Landrethun-le-Nord bedroeg op 1 januari 2022 7,7 vierkante kilometer; de bevolkingsdichtheid was toen 161,3 inwoners per km².

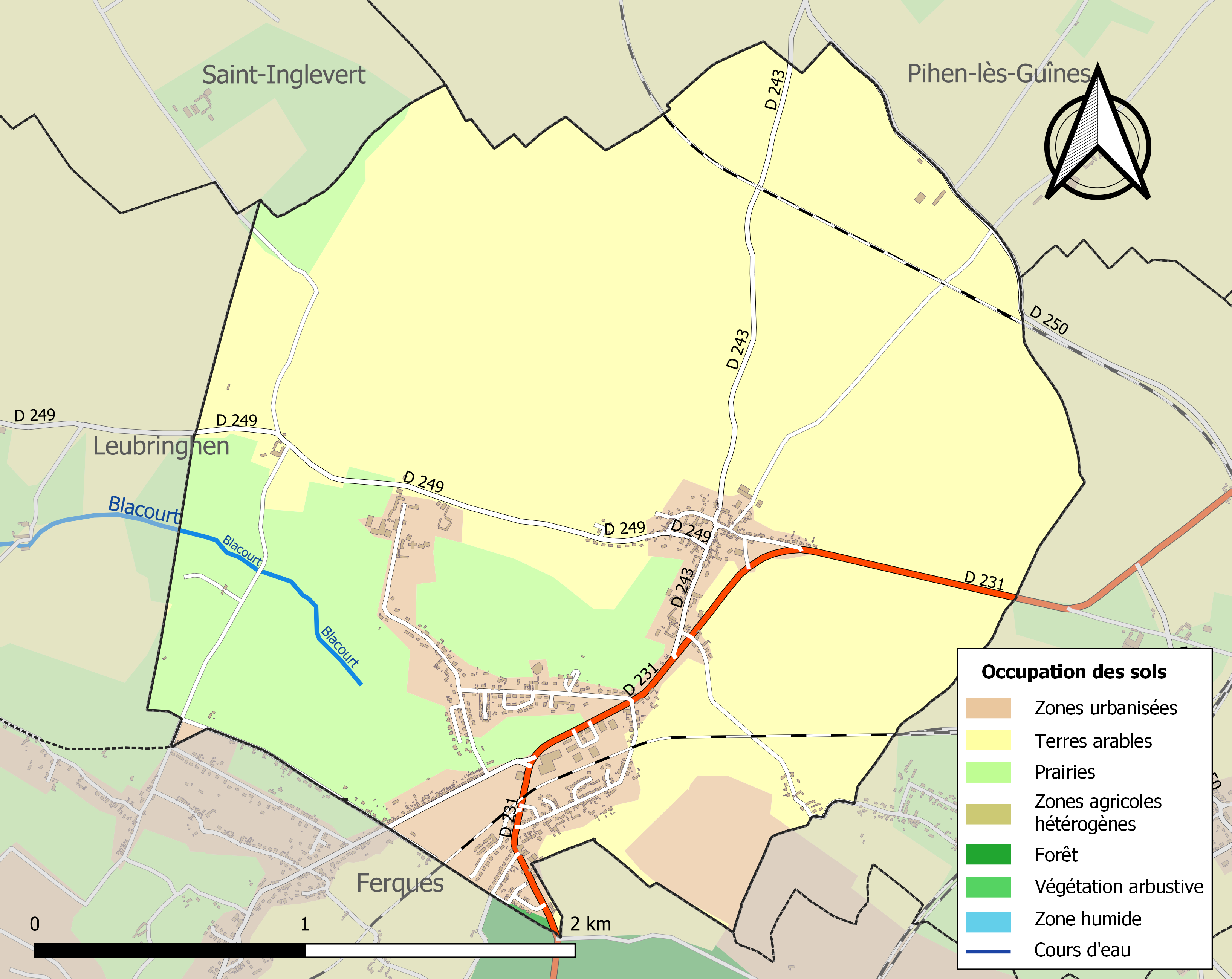
Kaart van de gemeente met belangrijkste infrastructuur, bodemgebruik en omliggende gemeenten

## Demografie
Onderstaande figuur toont het verloop van het inwonertal (bron: INSEE-tellingen).